# Воробей (Тверская область)
Воробей — опустевшая деревня в Сандовском муниципальном округе Тверской области России. До 2020 года входила в состав упразднённого Большемалинского сельского поселения.

## География
Деревня Воробей расположена к юго-западу от посёлка городского типа Сандово (административный центр муниципального округа), близ пересыхающего безымянного водоёма, неподалёку от деревни Рекуша. Абсолютная высота над уровнем моря 161 метр.

### Климат
Большее число осадков выпадает летом, в июне. Большинство дней со сплошной облачностью. Зимы суровые, много морозных дней. Максимальная возможная скорость ветра свыше 61 км/ч. Ветры дуют преимущественно с юго-запада.

### Часовой пояс
Деревня Воробей, как и вся Тверская область, находится в часовой зоне МСК (московское время). Смещение применяемого времени относительно UTC составляет +3:00.

## История
Деревня Воробей основана до 1853 года, когда она была впервые нанесена на карту А. И. Менде Тверской губернии. Тогда в ней уже было 17 дворов. В 1859 году здесь (тогда деревня Весьегонского уезда Тверской губернии) учтено 112 жителя, при деревне был колодец. В 1941 году в деревне было 36 дворов, в 1978 году — 17.

## Население
| 2010 |
| ---- |
| 0    |

### Национальный состав
Согласно результатам переписи 2002 года, в национальной структуре населения русские составляли 100% из 3 чел.

## Инфраструктура
Улиц в деревне нет, есть только несколько домов с номерами. Деревня во времена, когда в ней было постоянное население, обслуживалась почтовым отделением в Сушигорицах.